# پولاریس آفیس
پولاریس آفیس (انگلیسی: Polaris Office) شرکت نرم‌افزار کره‌ای است، که در سال ۲۰۱۹ تأسیس شد.